# Skärblacka
Skärblacka is een plaats in de gemeente Norrköping in het landschap Östergötland en de provincie Östergötlands län in Zweden. De plaats heeft 4048 inwoners (2005) en een oppervlakte van 391 hectare.

## Verkeer en vervoer
Bij de plaats loopt de Länsväg 215.